# Lecania (vliegengeslacht)
Lecania is een vliegengeslacht uit de familie van de roofvliegen (Asilidae).

## Soorten
- L. annulipes (Macquart, 1846)
- L. apicalis (Bromley, 1934)
- L. baleta (Walker, 1849)
- L. boraceae Carrera, 1958
- L. calatina (Walker, 1849)
- L. caracasae (Martin, 1975)
- L. clavata (Macquart, 1838)
- L. complicata (James, 1953)
- L. copulata (Wiedemann, 1819)
- L. ctesicles (Walker, 1851)
- L. femorata Macquart, 1838
- L. flavida (Wiedemann, 1828)
- L. genitalis (Bromley, 1934)
- L. hilarii (Macquart, 1838)
- L. inca (Martin, 1975)

- L. leucopyga (Wiedemann, 1828)
- L. mellina (Wiedemann, 1828)
- L. mygdon (Walker, 1851)
- L. pollinosa (Hull, 1962)
- L. rufina (Wiedemann, 1819)
- L. rufipes Macquart, 1838
- L. sexmaculatus (Walker, 1855)
- L. tabescens Rondani, 1875
- L. virilis (Wiedemann, 1828)